# Partido Conservador Nacional
El Partido Conservador Nacional fue un partido político de Cuba. Entre 1908 y 1932 el partido participó en las elecciones nacionales. 

## Historia
Los orígenes del Partido Conservador Nacional se remontan a inicios del siglo XX, cuando existió el Partido Moderado. A partir de la crisis que vivió dicho partido como consecuencia de la Guerrita de Agosto (1906), se funda el Partido Conservador Nacional, con Mario García Menocal como caudillo político indiscutible. 
La única ocasión en que el partido llevó a uno de sus candidatos a la presidencia de la República fue en 1912, con Menocal como candidato, siendo reelegido en 1916 de manera fraudulenta. Dicha reelección fraudulenta provocó el estallido de una breve guerra civil en 1917, instigada por el partido rival, los liberales. 
El partido perdió ante el Partido Popular Cubano en las elecciones de 1920, obteniendo la presidencia Alfredo Zayas y Alfonso. En las elecciones de 1924, se impuso el liberal Gerardo Machado, quien en pocos años acabará instaurando una dictadura cívico-militar, que fue apoyada tanto por liberales, como por los conservadores. 
Sin embargo, los crueles métodos represivos del general Machado pronto le enajenaron cualquier tipo de apoyo, respaldándose cada vez más en el ejército. Menocal planeó un golpe de Estado contra Machado en 1931, pero fracasó y se vio forzado a marchar al exilio. 
Ganó 25 de los 69 curules en las Elecciones parlamentarias de Cuba de 1932. Tras el derrocamiento de Machado y la posterior Revolución del Treinta, se celebraron las Elecciones de 1936, en las que Menocal fue derrotado por el hijo de su antiguo rival. El PNC, en coalición con otros partidos, participó en la Asamblea Constituyente de 1939-1940. Poco después, en 1941, falleció de causas naturales el caudillo histórico del partido, el general Mario García Menocal.
El partido fue decayendo lentamente en las décadas de 1930 y 1940. Tras el golpe de Estado del 10 de marzo de 1952, la mayoría de los partidos políticos cubanos quedaron desarticulados y el PCN prácticamente desapareció. Con el triunfo de la Revolución cubana en 1959, el país pasó a ser unipartidista, gobernado por el Partido Comunista de Cuba y todos los demás partidos políticos quedaron oficialmente disueltos. 